# Wolfs-Eisenhut
Der Wolfs-Eisenhut (Aconitum lycoctonum, Syn.: A. vulparia), auch Gelber Eisenhut, oder – je nach Unterart – Fuchs-Eisenhut genannt, ist eine Pflanzenart aus der Gattung Eisenhut (Aconitum) innerhalb der Familie der Hahnenfußgewächse (Ranunculaceae). Er ist in Eurasien weitverbreitet, aber insgesamt in Mitteleuropa selten. Er enthält wie alle Aconitum-Arten ein Alkaloid, das auf Säugetiere neurotoxisch wirkt.

## Beschreibung

### Vegetative Merkmale
Der Wolfs-Eisenhut wächst als ausdauernde krautige Pflanze und erreicht Wuchshöhen von 50 bis 150 Zentimetern. Er hat einen aufrechten Stängel. Die Laubblätter sind tief handförmig fünf- bis siebenteilig mit grob gesägten Abschnitten.

### Generative Merkmale
Die Blütezeit reicht von Juni bis August. Die Blüten stehen in einem lockeren bis dichten, traubigen Blütenstand zusammen.
Die zwittrigen, zygomorphen Blüten sind hellgelb. Der Helm ist etwa doppelt so lang wie breit. Darunter befinden sich zwei etwa 2 Zentimeter lang Nektarblätter, die schneckenförmig aufgerollt sind.
Die Chromosomenzahl besträgt 2n = 16.

## Ökologie
Da die Nektarblätter etwa 2 Zentimeter lang sind, können nur langrüsselige Hummeln an den Nektar gelangen.

## Vorkommen
Der Wolfs-Eisenhut ist in Süd- und Mitteleuropa sowie in Asien weitverbreitet. Er fehlt ganz im Tiefland Mitteleuropas, in den westlichen Mittelgebirgen fehlt er in größeren Gebieten, in den übrigen Mittelgebirgen Mitteleuropas, im Alpenvorland und in den Alpen fehlt er in kleineren Gebieten. Insgesamt ist er in Mitteleuropa selten; er kommt dort an seinen Standorten in kleineren Beständen vor.
In Deutschland ist der Wolfs-Eisenhut (Aconitum lycoctonum subsp. lycoctonum) im mittleren und südlichen Teil zerstreut zu finden. Er fehlt in Norddeutschland und zum Teil in Sachsen. Der Fuchs-Eisenhut (Aconitum lycoctonum subsp. vulparia) ist für Deutschland lediglich aus den Berchtesgadener Alpen bekannt. In Österreich kommen beide Unterarten häufig bis zerstreut von der collinen bis alpinen Höhenstufe vor.
Der Wolfs-Eisenhut gedeiht in Mitteleuropa in Auwäldern, Schluchtwäldern an feuchten Stellen in lichten Laubwäldern und in Hochstaudenfluren, Karfluren sowie feuchten Wiesen der Alpen und der höheren Mittelgebirge. Er wächst in tieferen Höhenlagen in Pflanzengesellschaften der Verbände Tilio-Acerion, Fagion oder Alno-Ulmion, in Hochlagen in denen des Verbands Adenostylion.
Der Wolfs-Eisenhut gedeiht am besten auf feuchten, nährstoffreichen, gut durchsickerten, mull- oder humushaltigen Lehm- oder Tonböden, die auch im Sommer nicht zu sehr erwärmt werden.
In den Allgäuer Alpen steigt er am Himmeleck in Bayern bis in Höhenlagen von 2000 Metern auf.
Für den Fuchs-Eisenhut (Aconitum lycoctonum subsp. vulparia) sind die ökologischen Zeigerwerte nach Landolt et al. 2010 in der Schweiz: Feuchtezahl F = 4w+ (sehr feucht aber stark wechselnd), Lichtzahl L = 2 (schattig), Reaktionszahl R = 4 (neutral bis basisch), Temperaturzahl T = 3 (montan), Nährstoffzahl N = 3 (mäßig nährstoffarm bis mäßig nährstoffreich), Kontinentalitätszahl K = 2 (subozeanisch).

## Pharmakologie
Der Wolfs-Eisenhut ist wie alle Aconitum-Arten durch den Gehalt an Alkaloiden sehr giftig. Der Alkaloidgehalt beträgt circa 0,94 %. Die pharmakologisch aktiven Inhaltsstoffe sind die Nor-Diterpene Lycaconitin und Lycoctonin. Im Gegensatz zu vielen anderen Arten der Pflanzengattung produziert Aconitum vulparia kein Aconitin. Die Alkaloide wirken ähnlich wie Aconitin durch verschiedene Mechanismen neurotoxisch. Nach initialer Steigerung der Reflexerregbarkeit mit Krämpfen kommt es zu einer Lähmung. Der Tod kann durch Atemlähmung eintreten. Die Pflanze lieferte früher Giftköder für Wölfe und Füchse. Der Pflanzenname Wolfswurz, 1544 erwähnt, entstand aus der Verwendung des Eisenhuts als Wolfsgift.

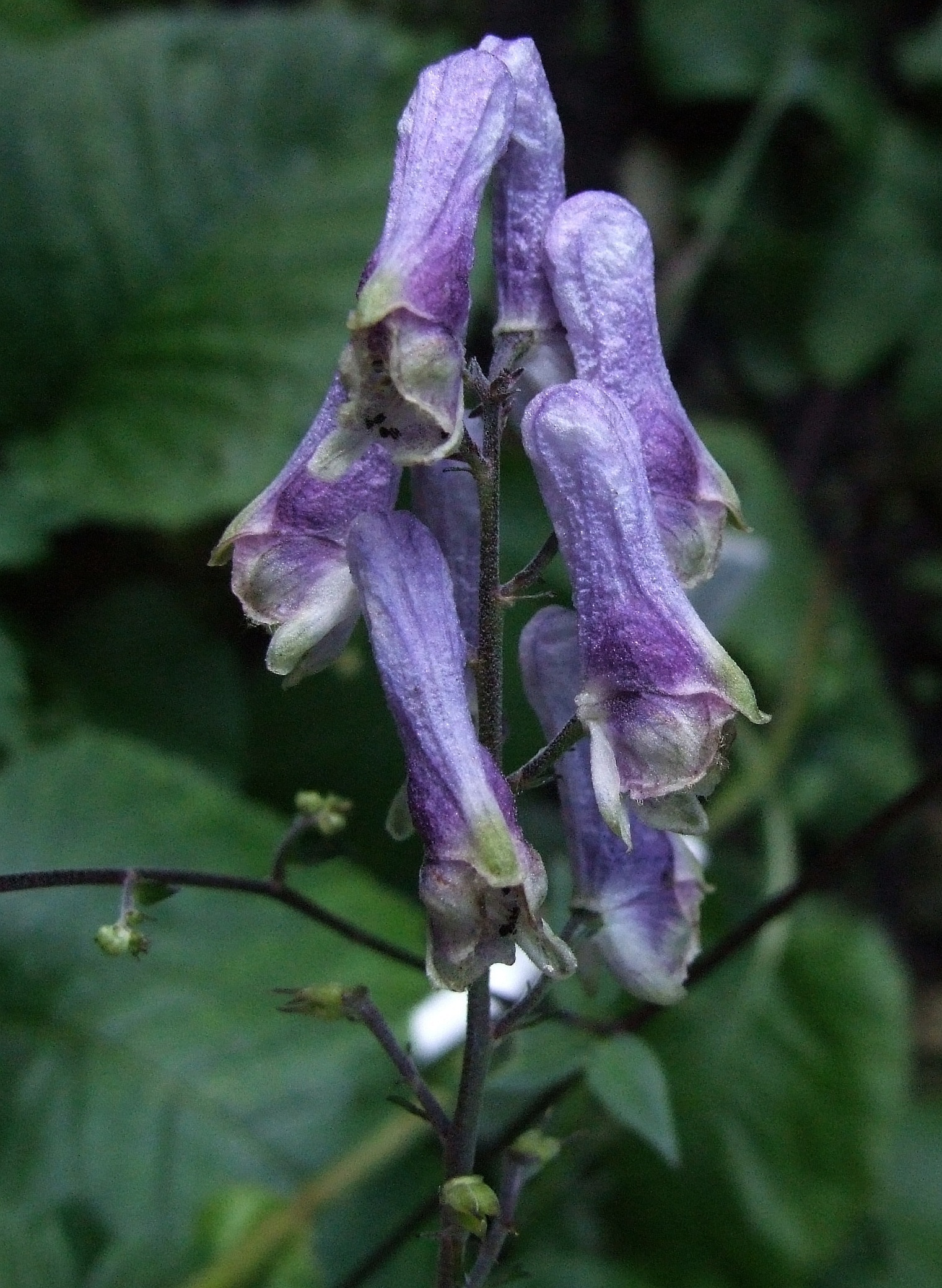
Aconitum lycoctonum subsp. moldavicum

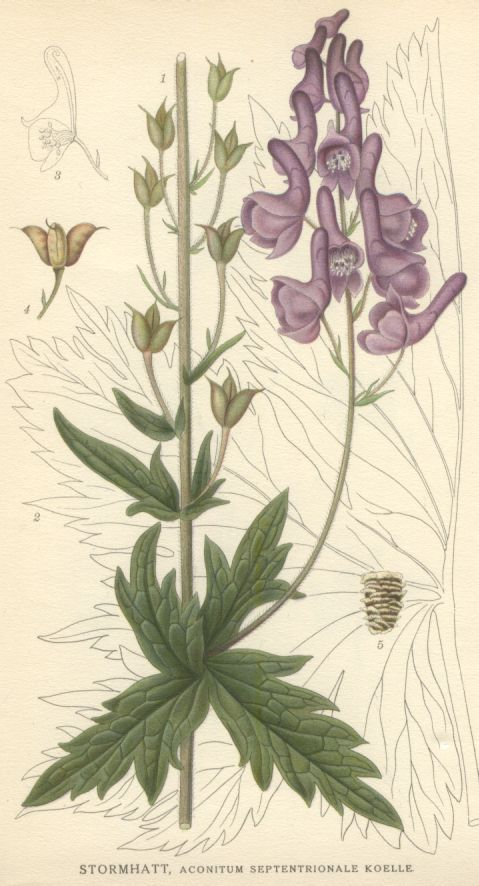
Illustration von Aconitum lycoctonum subsp. septentrionale

## Systematik und Verbreitung
Die Erstveröffentlichung von Aconitum lycoctonum erfolgte durch Carl von Linné. Das Artepitheton lycoctonum bedeutet wolftötend.
In Europa unterscheidet 1989 man folgende Unterarten:
- Aconitum lycoctonum subsp. lasiostomum (Rchb.) Warncke: Sie kommt in Rumänien, Estland, Lettland, in Moldawien in der Ukraine und in Westrussland vor.[10]
- Wolfs-Eisenhut (Aconitum lycoctonum subsp. lycoctonum, Syn.: Aconitum septentrionale Koelle, Aconitum excelsum Rchb.) – mit krummhaarigen Blütenstielen; Er kommt in Mittel-, Nord- und Nordosteuropa sowie in Asien vor.
- Aconitum lycoctonum subsp. moldavicum (Hacq.) Jalas: Sie kommt nur im Umkreis der Karpaten in der Slowakei, in Ungarn, Polen, Rumänien, der Westukraine und in Westrussland vor. Wird auch als eigene Art Aconitum moldavicum Hacq. angesehen.[10]
- Aconitum lycocotonum subsp. neapolitanum (Ten.) Nyman: Sie kommt in Marokko, Spanien, Andorra, Frankreich, in der Schweiz, in Österreich, Liechtenstein, Italien, Slowenien, Kroatien, Serbien, Bosnien und Herzegowina, Montenegro, Albanien, Griechenland sowie Bulgarien vor.[10]
- Aconitum lycoctonum subsp. septentrionale (Koelle) Korsh. (Syn.: Aconitum septentrionale Koelle): Sie kommt in Norwegen, Schweden, Finnland, Belarus, Sibirien, in der Mongolei und in den chinesischen Provinzen Heilongjiang und nordwestlichen Liaoning vor.[10][11]
- Fuchs-Eisenhut (Aconitum lycoctonum subsp. vulparia (Rchb.) Nyman, Syn.: Aconitum vulparia Rchb.) – mit gerade-abstehend behaarten Blütenstielen: Sie kommt nur in Mittel- und im nördlichen Südeuropa von den Pyrenäen bis zu den Karpaten vor.

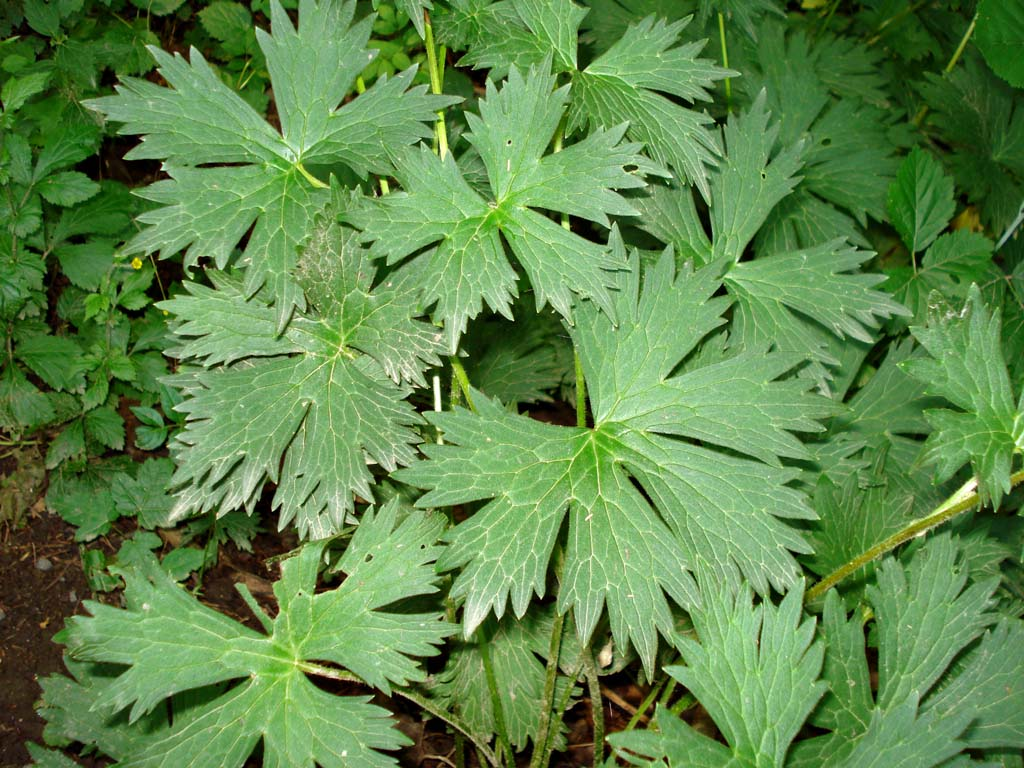
Laubblätter von Aconitum lycoctonum subsp. lycoctonum
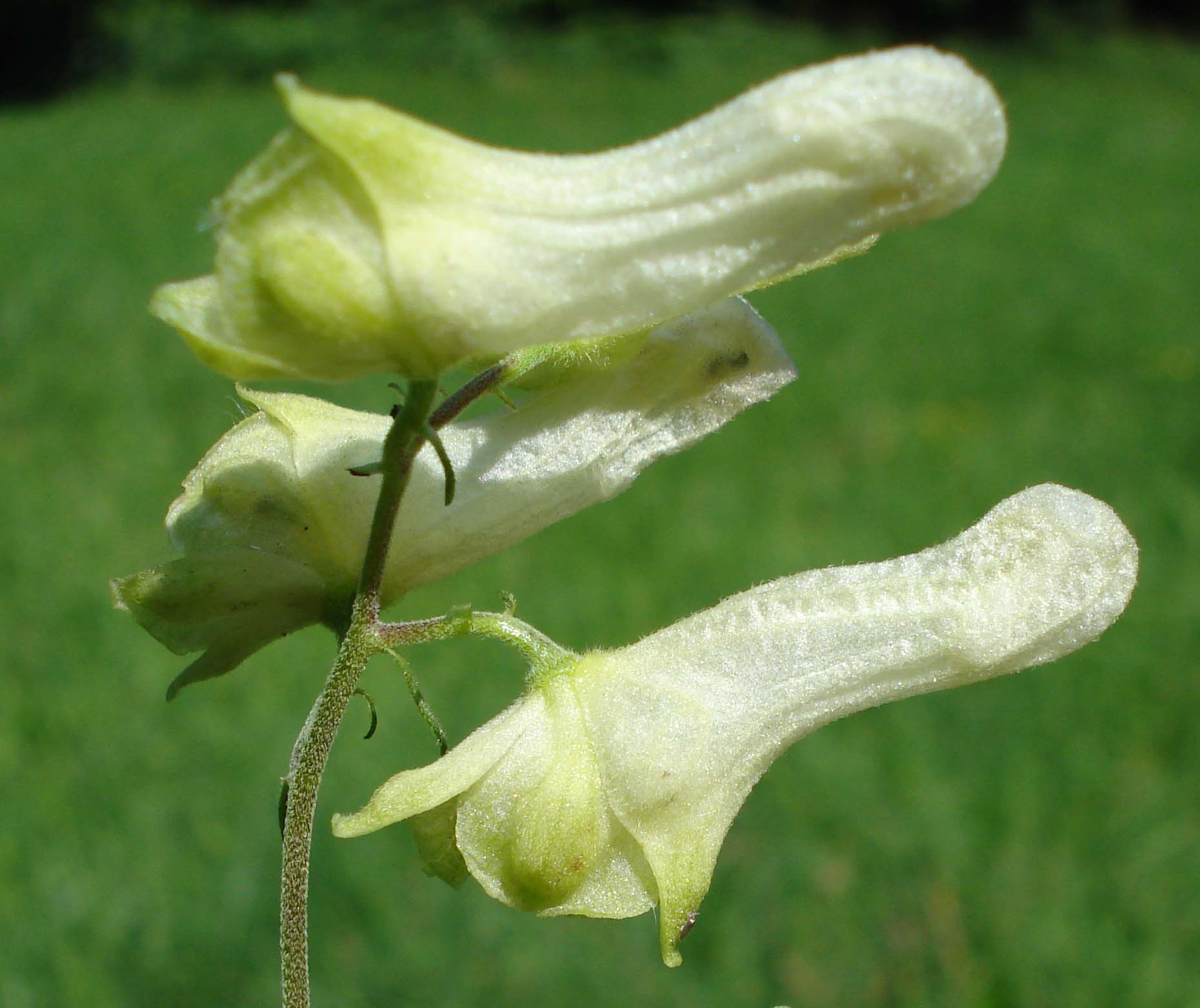
Aconitum lycoctonum subsp. lycoctonum (Blüte)
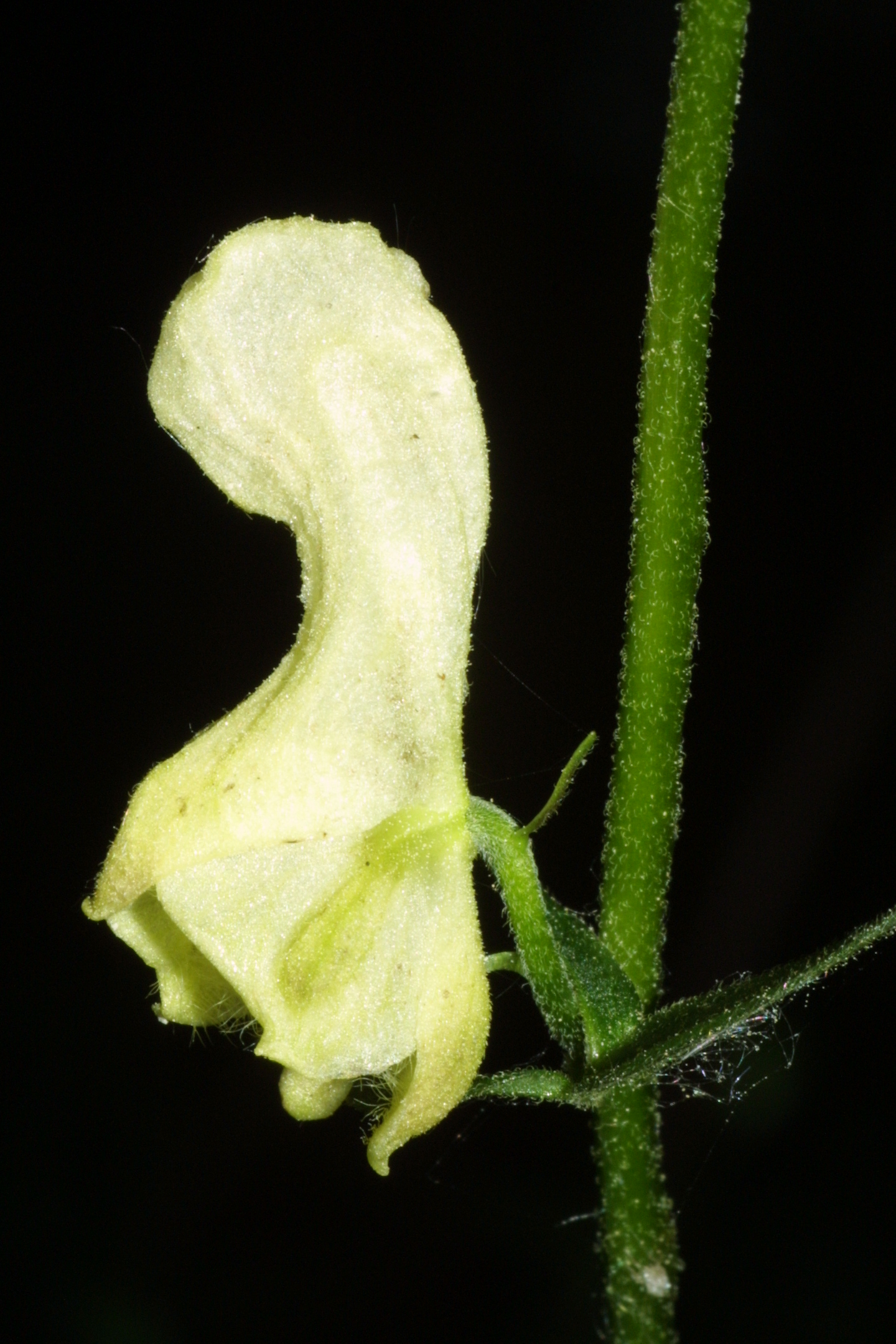
Aconitum lycoctonum subsp. vulparia (Blüte)
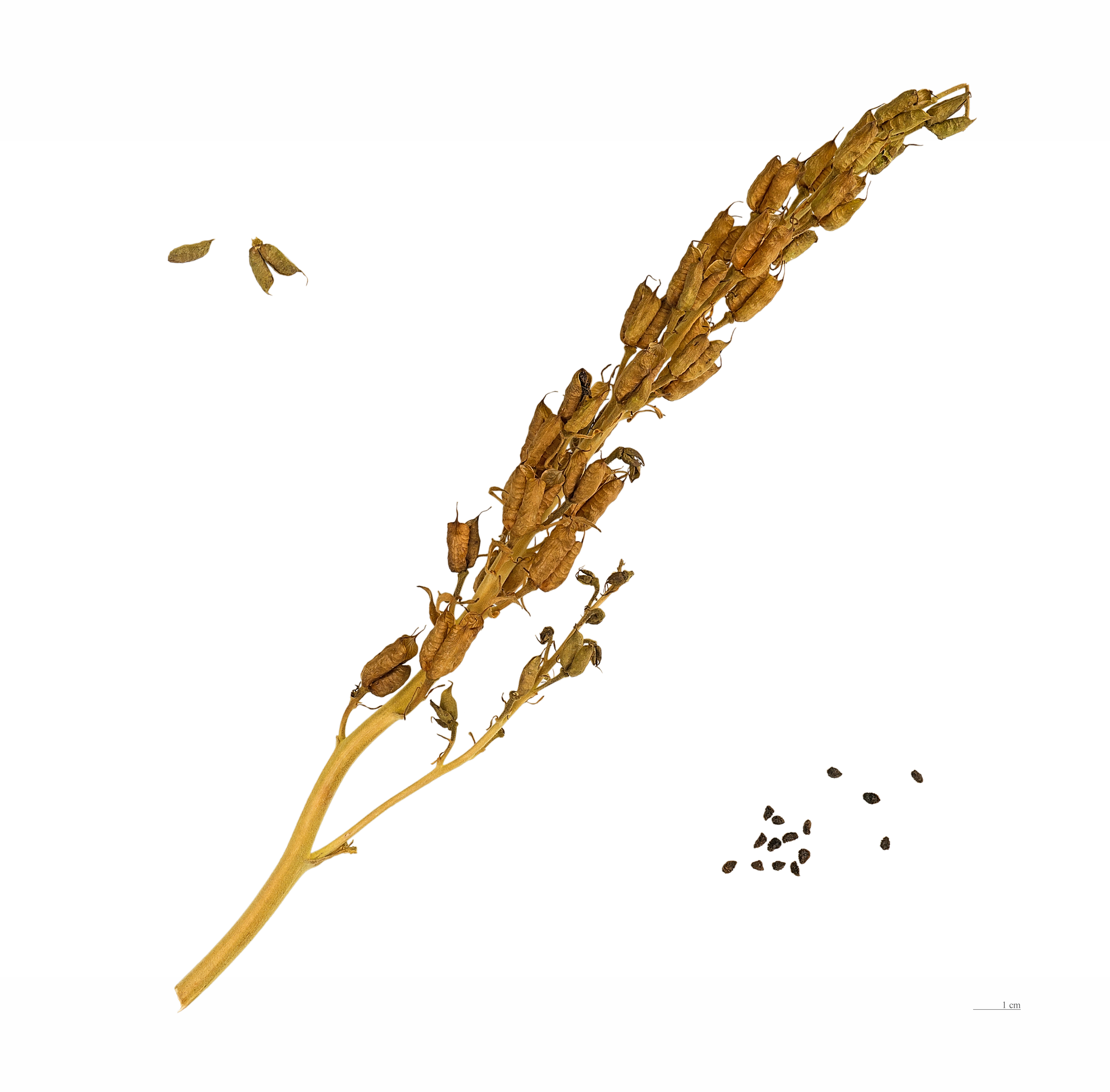
Balgfrüchte und Samen

## Trivialnamen
Nur regional gebräuchlich sind die Trivialnamen Gäli Fuchswürze (Bern), Gelbe Gelstern (Zillertal), Hundsgift, Hundstod, Narrenkappen, Wolfseisenhütli (Bern), Wolfskraut, Wolfswurz (Österreich, Pinzgau, Kärnten) und Weiße Wolfswurzel (Pinzgau).